# Дон Пелајо
Дон Пелајо (шп. Don Pelayo; 690-737) је био астурски вођа и према хроници Албиденсе, први астурски краљ (шп. Primum in Asturias Pelagius rg. in Canicas an. XVIIII).
Владао је од 718. до 737. започео је хришћанску реконкисту Иберијског полуострва против маварских освајача, који су освојили Шпанију и основао је Краљевину Астурија.
Место његовог рођења је непознато. Разни извори му приписују галицијско, астуријско, кантабријско, кордобешко, па чак и британско порекло, али сви ти извори су прилично непоуздани и са јасним политичким тенденцијама.

## Легенда
По легенди, дон Пелајо је био син грофа Фавиле од Кантабрије и унук Рекесвинта, визиготског краља, коме је овај служио као спатаријус (лат. spatarius). Захваљујући интиригама на визиготском двору, Витиза је уредио да му убију оца, тако да је Пелајо, осетивши се несигурним на визиготском двору, побегао у Астурију где је имао рођаке, а затим је отишао на ходочашће у Јерусалим. Тамо је остао док Витиза није умро а на визиготски престо дошао Родерих, чији је Пелајо био присталица. Постао је воша краљевске гарде и учествовао је са Родерихом у бици код Гвадалете, 711. године.

### Вођа побуне у Астурији против Маура
Пелајо је био Визигот и племић Визиготског краљевства, које је трајало од раног V века до победе Мавара у бици код Гвадалете 711. Он је успео да избегне заробљавање у тој бици. Пелајо се вратио у родну Астурију (северни део данашње Шпаније). Маварска инвазија Шпаније је била успешна и цела Шпанија је била заузета.
Пелајо је постао вођа побуне против маварског гувернера Астурије Мунуза.

### Оснива краљевство Астурије 718.
Мавари су га заробили и затворили 717., али он је успио да се ослободи. Вратио се у Астурију, где је победио Мунуза. После победе оснива 718. краљевство Астурију. Изабран је као први краљ гласовима својих суграђана.

### Први који је победио муслиманске освајаче 722.
Следећих година, краљевство Астурија је било више илузија него реалност. Он се сукобљавао са много јачим противником. Астуријско краљевство је ојачано и учвршћено тек 722. након битке код Ковадонге у којој Пелајо побеђује Маваре. Победио је надмоћном тактиком далеко бројније маварске снаге. Тиме је успоставио независно краљевство и та битка код Ковадонге сматра се првом хришћанском победом током реконквисте.
Пелајо је умро 737. Његов син није дуго владао. Сва краљевства и Астурије и Леона и Португала и Шпаније могу се повезати краљевском крвном линијом са Пелајом.